# Sunshine pop
Pour les articles homonymes, voir Sunshine.
Genres dérivés
Pop psychédélique
Le sunshine pop est un sous-genre de la musique pop, caractérisé par une attitude joviale, des harmonies vocales en close harmony et une production sophistiquée, bien qu'il n'y ait pas de définition formelle ou objective. Cette musique a atteint un sommet du milieu des années 1960 au début des années 1970 et a par la suite disparu dans l'obscurité. Le terme « sunshine pop » n'a plus été en usage jusqu'à ce que ce genre de musique ait connu une renaissance dans les années 1990. The Beach Boys, The Buckinghams et The Mamas & the Papas en ont été des groupes caractéristiques,.

## Histoire

### Débuts
La ""Sunshine pop"" est pour la première fois utilisé dans l'État de Californie, aux États-Unis, à la fin des années 1960. Ce type de musique peut être perçu comme une évasion des tracas quotidiens. Tandis que des artistes tels que Bob Dylan, Country Joe and the Fish et autres utilisent la pop pour faire entendre des messages politiques et sociaux, des groupes tels que The Beach Boys, The Mamas & the Papas, The 5th dimension, Harpers Bizarre et The Association popularise à la place un son mélodieux et harmonieux.

### Analyse
Initié chronologiquement par des artistes tels que Chris Montez,The Beach Boys,The Sandpipers et The Lovin' Spoonful sur la période 1964-1966, le mouvement prend véritablement forme en devenant le vecteur de l’insouciance hippie et plus largement de la jeunesse durant l'été 1968.

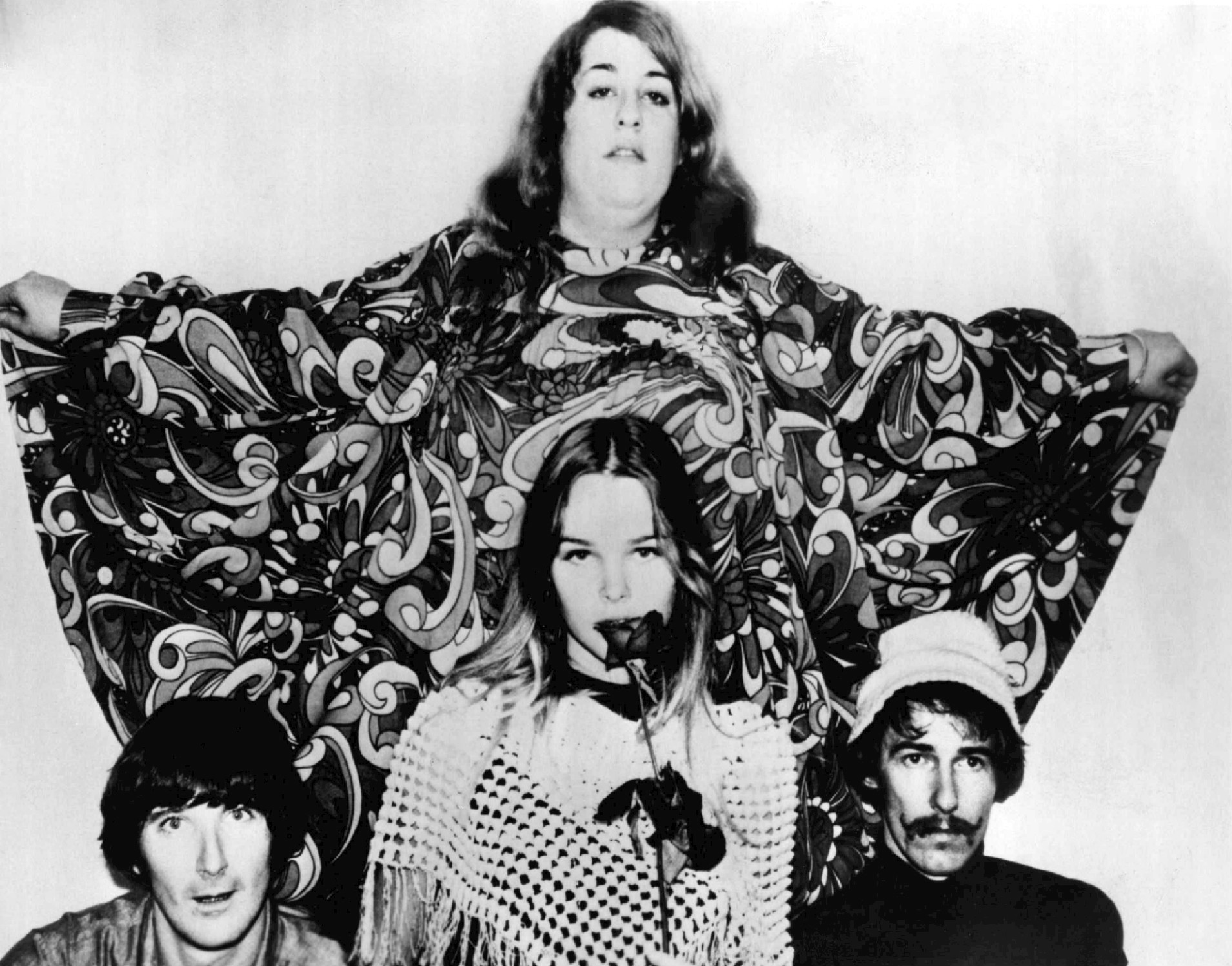
The Mamas and Papas : a su passer du Folk à la "Sunshine Pop" pour revenir à une pop plus mélancolique et mature

Ce sont alors des artistes tels que Margo Guryan, The Mamas & the Papas, 5th dimension,The Association,Classic IV; qui deviennent les principaux groupes à sucés et porteurs de la mouvance; classant toutes leur productions en haut des Charts, devenant des modèles pour la jeunesse. Allant au delà de la mode, leurs apparitions télévisuelles et radiophoniques créent l'engouement.
Une multitudes de groupes apparaissent alors à partir de la fin de l'année 1967 qui symbolieront la sunshine pop de 1968. Il faut alors citer the Sundowners, The Cowsills, Spanky and Our Gang et The Sunshine Company. Tandis que cette musique apolitique se popularise toujours plus, des centaines de groupes se mettent alors à jouer du sunshine pop, avec un succès plus ou moins établi. Certains groupes avaient la chance d'être les auteurs de succès, alors que d'autres réussissent nullement à percer dans ce style. Ceux qui ont du succès peuvent inclure The Association qui atteint les US Top 10 singles, dont deux hits ayant atteint la première place, et le hit de 1967 intitulé Never My Love classé deuxième des chansons les plus jouées à la fin du vingtième siècle sur les stations de radio américaines (dont BMI).
Un phénomène de récupération touchent des groupes ou artistes aux États-Unis mais aussi en Europe : Des groupes comme The Monkees ou The Hollies, qui au départ allaient dans le sens de la Beatlesmania et qui prirent alors le chemin du psychédélisme et même de cette pop enjouée, légère et insouciante qu'est la Sunshine Pop.

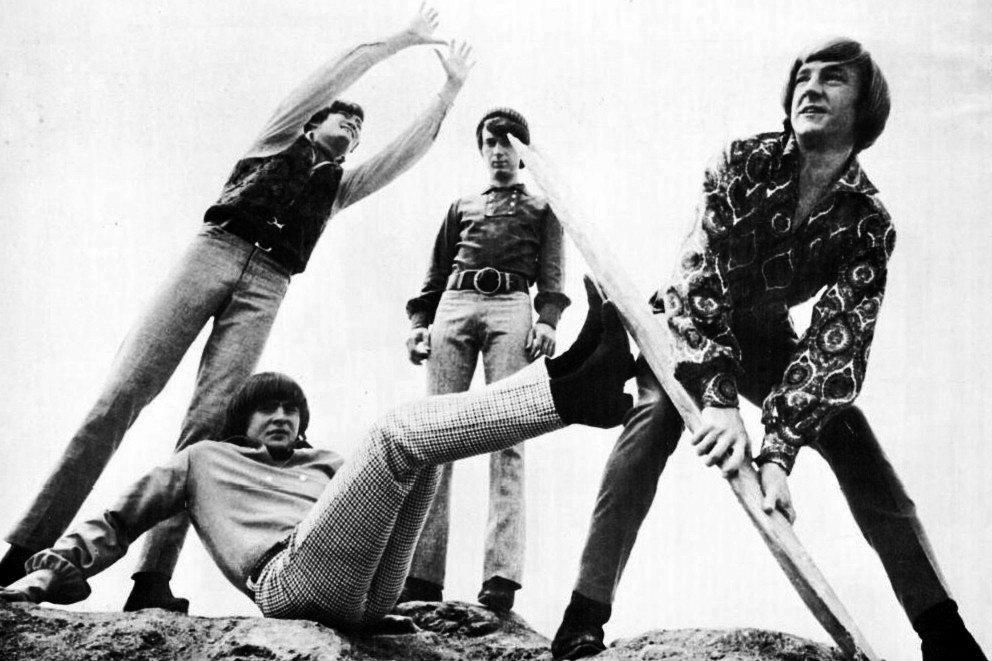
The Monkees passera par le style Beatles, puis à la Lovin'Spoonful et enfin la "Sunshine Pop" pour finir par le pur "psychédélisme"

Les publicistes également, pour toucher la jeunesse, reprendront les cannons de cette mouvance affichant des jingles et publicité selon les "codes" de ce phénomène. Il faut noter que la plupart des groupes de Sunshine Pop sont composés de membres mixtes hommes-femmes (tels que mis en avant par The Mamas and the Papas) et jouent d'harmonies vocale tels que le pratiquent The Beach Boys mais aussi beaucoup d'humour comme le faisaient The Lovin'Spooful ou The Monkees
L'album Feelin' Groovy de Harpers Bizarre est sûrement l’œuvre la plus représentative de la sunshine pop

### Déclin
Avec la fin de l'été 1968, la sunshine pop qui vantait soleil, amours et liberté, perd de l'écho auprès de la jeunesse. La saisonnalité ne fait pas tout, le retour des soldats du Viet-Nam désabusés, les émeutes raciales notamment à Détroit, celles étudiantes comme à Berkeley mais surtout la guerre du Vietnam et ses atrocités tels que le Massacre de Mỹ Lai nuisent fortement et durablement à l'insouciance ambiante.

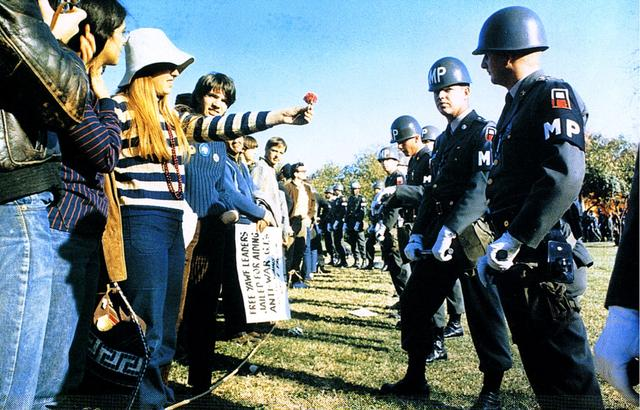
Manifestation étudiantes 1968

### Résurrection
Pendant des années, le Sunshine Pop reste dans l'obscurité, bien que ce style de musique ait eu un certain intérêt chez les fans et collectionneurs de singles et LPs. Au début des années 1990, un intérêt pour ce type de musique naît au Japon où les compagnies de distribution commercialisent des compilations de musiques des années 1960. Cette résurrection s'étend en Europe et aux États-Unis.